# Ole Krag
Ole Herman Johannes Krag (ur. 7 kwietnia 1837 w Vågå, zm. 9 grudnia 1916 w Paryżu) – oficer norweskiej armii, konstruktor kilku wzorów karabinów.
Ole Krag wstąpił do armii norweskiej w wieku 20 lat. Początkowo służył w artylerii, później został przeniesiony do zakładów produkujących broń strzelecką. W 1870 w stopniu kapitana został przeniesiony do arsenału Kongsberg, a w 1880 r. został jego dyrektorem.
Pracując w arsenale Kongsberg wspólnie ze szwedzkim inżynierem Axelem Petersonem opracował swój pierwszy karabin, będący zmodyfikowaną wersją karabinu Martini, a dostosowaną do 12,77 mm nabojów o zapłonie bocznym. Przyjęty w 1877 r. do uzbrojenia norweskiej marynarki wojennej jako Krag-Petersson wz. 1877. W 1880 r. wspólnie z Erikiem Jørgensenem (mistrzem uzbrojenia w Kongsbergu) opracował powtarzalny karabin Krag-Jørgensen, który w 1889 r. przyjęty został do uzbrojenia armii duńskiej pod nazwą Krag–Jörgensen wz. 1889. Zmodyfikowane odmiany broni znalazły się na uzbrojeniu armii amerykańskiej jako Krag–Jörgensen wz. 1892 i Norwegii jako Krag–Jörgensen wz. 1894.
W 1895 r. został awansowany do stopnia pułkownika. Zmarł w 1912 r.